# Hexyloctanoat
Hexyloctanoat ist eine organische Verbindung aus der Gruppe der Carbonsäureester. Sie leitet sich von 1-Hexanol und Octansäure ab.

## Vorkommen

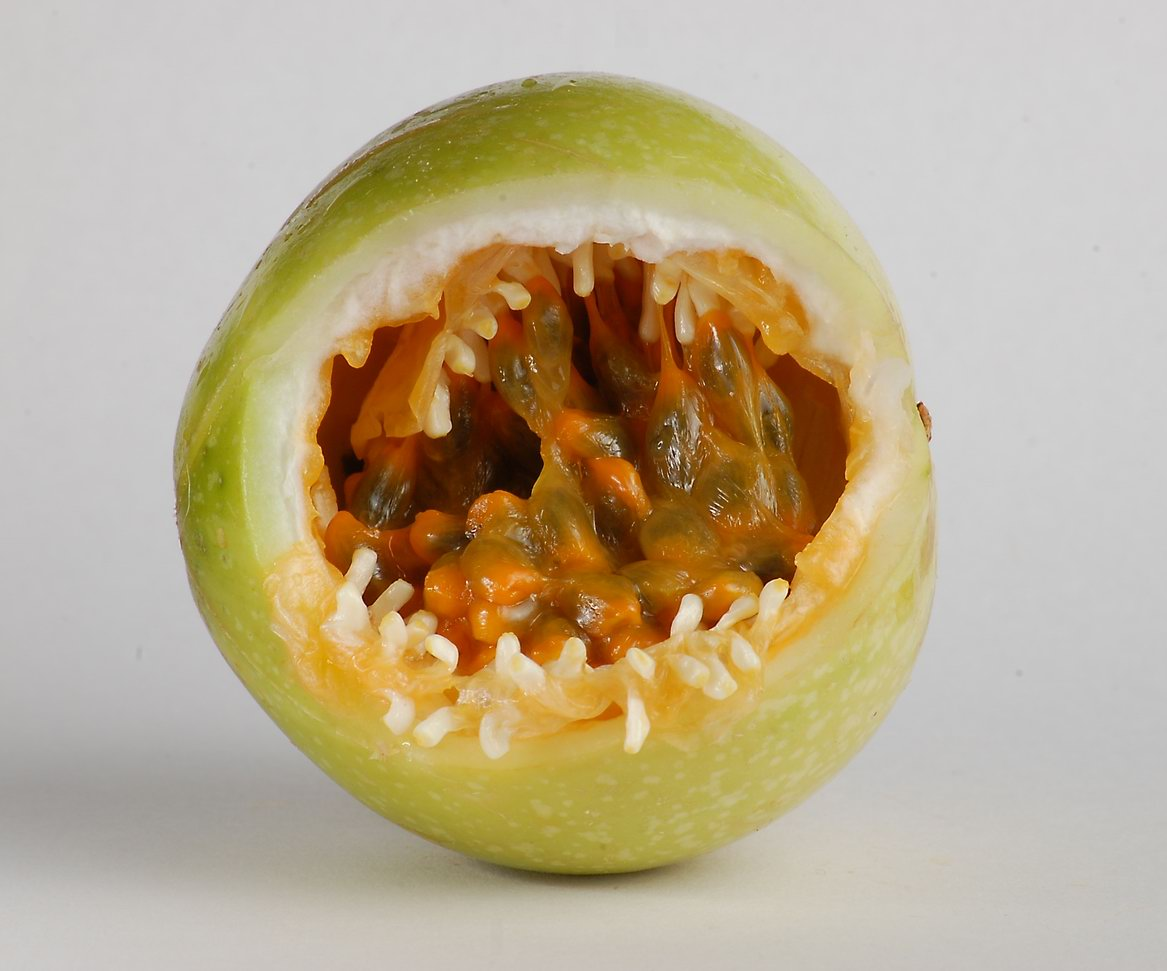
Gelbe Passionsfrucht

Hexyloctanoat  kommt in Spuren in Aprikosen, Birnen und verschiedenen Apfelsorten vor. In gelben Passionsfrüchten macht der Anteil an den flüchtigen Verbindungen je nach Extraktionsmethode bis knapp über 5 ‰ aus.

## Herstellung
Hexyloctanoat kann hergestellt werden durch Erhitzen von 1-Hexanol und Octansäure mit para-Toluolsulfonsäure in Benzol. Auch die biotechnologische Veresterung mit einer Lipase von Candida antarctica oder mit einer Cutinase als Katalysator ist möglich.

## Verwendung
Hexyloctanoat wird als Aromastoff für verschiedene Aromen verwendet beispielsweise Banane, Traube, Melone, Apfel und Apfelwein. In der EU ist es unter der FL-Nummer 09.113 als Aromastoff für Lebensmittel zugelassen. Es wird auch als Duftstoff verwendet, die weltweite Verwendungsmenge in diesem Bereich liegt in der Größenordnung von 100 bis 1000 Kilogramm pro Jahr.